# 宮崎湖処子
宮崎 湖処子（みやざき こしょし、1864年10月20日〈元治元年9月20日〉 - 1922年〈大正11年〉8月9日）は、日本の宗教家、小説家。本名は宮崎 八百吉（みやざき やおきち）。

## 人物・来歴
筑前国下座郡三奈木村（現福岡県朝倉市）に生まれる。中学を終えて上京し、1884年（明治17年）に東京専門学校（早稲田大学）に入学する。在学中に洗礼を受け、キリスト教の信者となる。卒業後、国民新聞の記者として主に文芸面を担当、批評をかく。その間に発表した小説『帰省』（1890年6月、民友社）や詩集『湖処子詩集』（1893年11月、右文社）が評判となる。その後、1897年（明治30年）ころから民友社をはなれ、キリスト教の伝道に力をつくした。
1922年8月9日、脳溢血のため東京府北豊島郡滝野川町中里の自宅で死去。
『現代日本文学大系』の「帰省」を収めた巻の解説で、小田切進は、「作者の資質が浪漫的な抒情詩人にあった」「藤村が登場する前の抒情詩人としては、第一人者として並ぶ者のない貴重な存在」と述べている。

## 著書

### 単著
- 『帰省』民友社、1890年6月。 NCID BN12037739。全国書誌番号:41000494。
- 『幻影』春陽堂、1892年6月。 NCID BA48389703。全国書誌番号:41010725。
- 『ヲルヅヲルス』民友社〈拾貮文豪 第4巻〉、1893年10月。 NCID BN08623895。全国書誌番号:41000025。
- 『湖處子詩集』右文社〈ニッケル文庫 第2編〉、1893年11月。 NCID BA35897086。全国書誌番号:99023678。
- 『湖処子文集』倉田清、1906年2月。 NCID BA35239082。全国書誌番号:41011405。
- 『半生の懺悔』 故郷編、如山堂、1908年11月。全国書誌番号:40018983。
- 『基督教大系』警醒社、1908年3月。 NCID BA46709199。全国書誌番号:40049588。
- 『自白』如山堂、1908年7月。全国書誌番号:41009295。
- 『精神科学 宇宙ト人生』前川文栄閣、1909年2月。 NCID BA30939768。全国書誌番号:40000009。
- 『バイブルの神の罪悪』世界公論社、1920年6月。 NCID BA39089196。全国書誌番号:43030871。

### 編集
- 『抒情詩』民友社、1897年4月。 NCID BA52583142。全国書誌番号:41003309。
- 『朗吟集』内外出版協会、1909年5月。 NCID BA31190334。全国書誌番号:41000876。

### 翻訳
- アウガスチン『懺悔録』警醒社、1907年12月。 NCID BN15528726。全国書誌番号:40049332。
- ニューマン・スミス『科学的信仰』警醒社、1908年9月。 NCID BA39190327。全国書誌番号:40042505。
- 『新約聖書私訳 希伯来書』警醒社、1908年11月。 NCID BA45642412。全国書誌番号:41022547。
- ゼームス・ストーカー『基督伝』基督教書類会社、1909年12月。 NCID BA38837411。全国書誌番号:40049674。
- ウォーター・エル・シェルドン『旧約聖書物語』内外出版協会、1909年11月。 NCID BA41440471。全国書誌番号:40050689。
- ゼームス・ストーカー『保羅伝』基督教書類会社、1910年11月。 NCID BA45611292。全国書誌番号:40050841。

### 筆記
- 山東直砥『悔改事歴』堀卯三郎、1892年7月。全国書誌番号:40049718。